# سوزان بركات
سوزان بركات (المولودة في 1 يناير 1998) في العراق؛ توفيت في 5 ديسمبر 2011 في ستولزيناو) كانت فتاة يزيدية تبلغ من العمر 13 عامًا، قُتلت في 5 ديسمبر 2011 على يد والدها علي أسكار حاسو بركات في الشارع في ستولزيناو، ولاية ساكسونيا السفلى، ألمانيا. 
وُصفت جريمة قتلها بأنها جريمة شرف في بعض وسائل الإعلام ومن قبل بعض المحققين، وأثارت رعبًا يتجاوز حدود ألمانيا.

## حياة
كانت سوزان باركات فتاة يزيدية ودرست في الصف الخامس من المدرسة الثانوية في نينبورغ. عاشت مع عائلتها في نينبورغ على نهر ويسر منذ عام 2008. وصلت إلى ألمانيا مع عائلتها من العراق في عام 2001. كان لديها ثلاثة إخوة أصغر سناً، ويقال إنها كانت تعيش في مرفق "أوبرفلايغر" للشباب (الذي كان يتولى رعايته مكتب رعاية الشباب في نينبورغ) في أساندورف في مقاطعة ديفهولز، لمدة أربعة أشهر قبل الجريمة.

## قتل

### مسار القتل
خلال الفترة التي كانت تُعنى بها مكتب رعاية الشباب، يُقال إن والدها، علي أسكر حاسو باركات (المعروف أيضًا باسم صلاح علي ميشكو)، حاول أن يُدخلها إلى المصحة النفسية من خلال تقرير أعده له مواطن من بلاده. في 5 ديسمبر 2011، كان من المقرر إجراء محادثة بين سوزان ووالديها في مكتب رعاية الشباب في ستولزيناو. في ذلك اليوم، يُقال إن والدها علي أسكر حاسو باركات قتلها بست رصاصات أمام مكتب رعاية الشباب في الشارع. كانت والدة سوزان حاضرة أثناء الجريمة. هناك خلاف حول ما إذا كانت الجريمة تُعتبر "قتل شرف". بعد الجريمة، هرب والدها (الذي كان يبلغ من العمر 35 عامًا وقت الجريمة) في سيارته. تم العثور على السيارة الهاربة في 7 ديسمبر 2011. بعد الجريمة، اختبأت الأم وثلاثة من أبنائها أيضًا. في أكتوبر 2012، تم اكتشاف أداة الجريمة (مسدس) في السيارة الهاربة بعد أن تم بيع السيارة من قبل المدعي العام في فاردن. وجد المالك الجديد للسيارة أداة الجريمة تحت غطاء في حجرة القدم الأمامية أثناء تنظيف السيارة. في 14 ديسمبر 2011، تم دفن جثة سوزان باركات في مقبرة مدينة هانوفر-لاهي، حيث يوجد هناك قبر خاص لليزيديين. حضر الجنازة حوالي 250 شخصًا.

### مطاردة
عرضت النيابة العامة في فاردن مكافأة قدرها 10,000 يورو مقابل معلومات تؤدي إلى القبض على الجاني.  تم بث القضية مرتين في سبتمبر 2013 في برنامج "Aktenzeichen XY… ungelöst" على قناة ZDF.  ولم يتمكن أحد من القبض على الجاني حتى اليوم (2022). 

### دافع القتل
الدافع الدقيق وراء جريمة القتل غير معروف، حيث لم يتم القبض على الجاني بعد. وفقًا لمجلة "شبيغل"، قد يكون دافع الجاني للقتل هو الحضانة للطفلة، والتي كان من المقرر أن يسحبها المقاطعة من الوالدين.   ذكرت صحيفة "شتوتغارتر تسايتونغ" أن الجاني قتل ابنته لأنها كانت ترغب في حياة من الحرية. 

## عملية المحكمة
في قضية سوزان باركات، أقيمت أول محاكمة في 4 ديسمبر 2012. تم اتهام طبيب يبلغ من العمر 60 عامًا من لاندسبرغن. ووجهت للمتهم تهمة إعداد شهادة غير صحيحة بشأن الحالة الصحية لسوزان باركات. ورفض المتهم الإدلاء بشهادته. من المقرر أن تُستكمل الإجراءات. 

## ردود الفعل
أدان المجلس المركزي لليزيديين في ألمانيا، الذي كان مقره سابقًا في أولدنبورغ، جريمة قتل الفتاة اليزيدية سوزان باركات على يد والدها علي أسكار حاسو باركات، واصفًا الفعل بأنه "عمل لا إنساني". وفقًا لمتحدث باسم المجلس المركزي لليزيديين في ألمانيا، فإن الجريمة تتعارض مع الثقافة اليزيدية.